# Jader Almeida

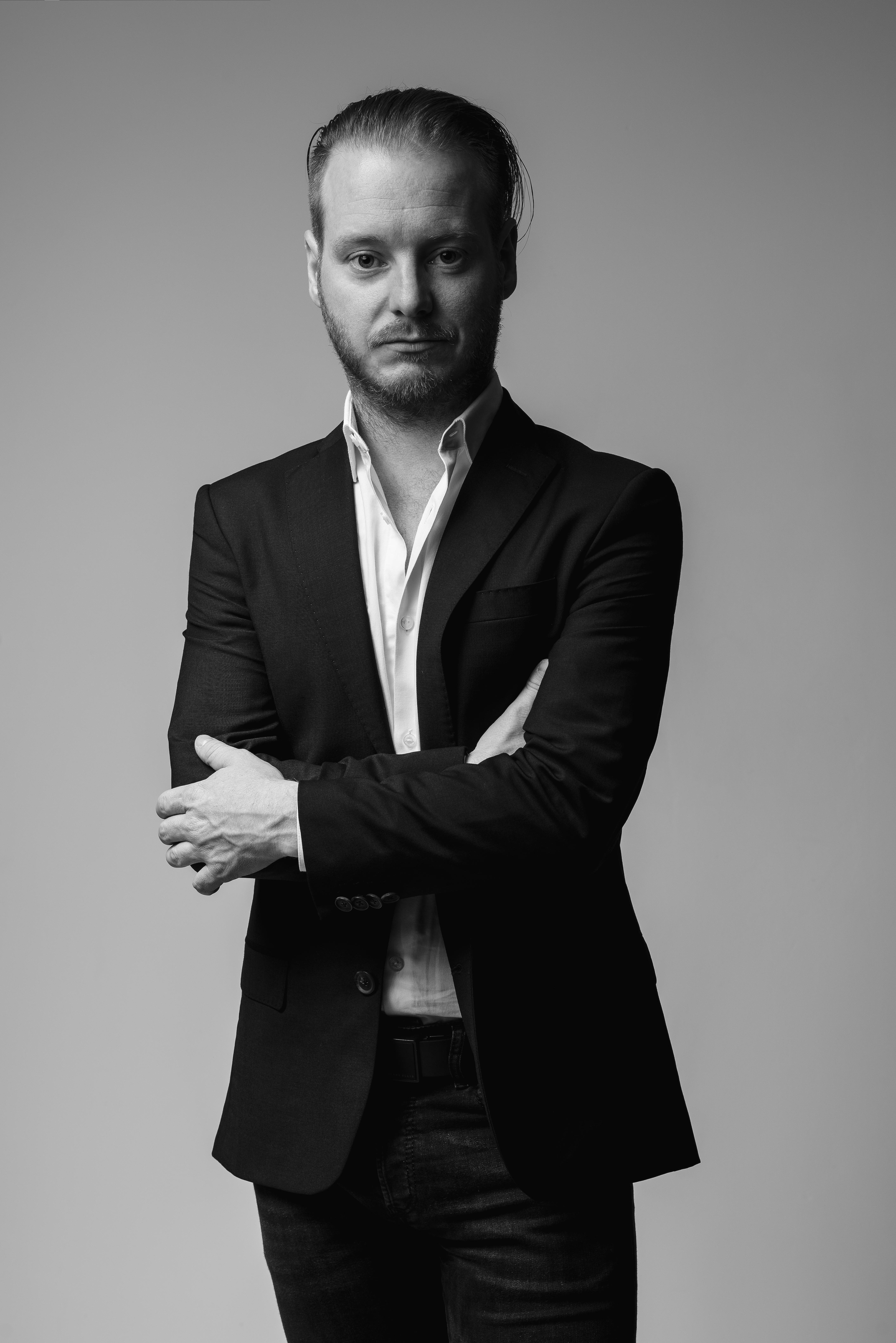
O arquiteto e designer brasileiro Jader Almeida

Jader Almeida (Videira, Santa Catarina, 1981) é um designer brasileiro. A partir de 2008, seus produtos venceram mais de 30 premiações nacionais e internacionais do setor.
Entre os ícones de sua coleção estão a cadeira Bossa (2008), cabideiro Loose (2011), banco Phillips (2010), poltrona Euvira (2012), mesa de jantar Dinn (2008) e cadeira Clad (2015). Os mais de 150 móveis e acessórios de sua assinatura são vendidos e distribuídos em países como: EUA, Canadá, Londres, Paris, Tókio, Austrália, Espanha, Suíça e Nova Zelândia. Atualmente mantém seu escritório em Florianópolis/SC, de onde desenvolve seus projetos de produto, residências, comerciais e de arquitetura efêmera.

## Biografia
Em 1997, aos 16 anos, Jader Almeida começou a trabalhar em uma fábrica de móveis em Chapecó/SC, onde passou por diversos setores como o de montagem, usinagem, transformação, protótipos, gabaritos e elaboração de dossiês e fichas técnicas. Com 18 anos ingressou no curso superior de Arquitetura e Urbanismo da UnoChapecó. Em 1999, já participava de discussões sobre novos produtos. Esboçou os primeiros traços antes mesmo de cursar arquitetura na UnoChapecó. As primeiras peças criadas foram uma mesa e um carrinho-bar, que estão no mercado até hoje.
No ano de 1999, quando integrava a equipe de desenvolvimento de mobiliários dessa mesma fábrica, participou do desenvolvimento de uma coleção de móveis que chamaram a atenção da diretora da LinBrasil, Gisèle Schwartdburd. Em 2001, passou a integrar a equipe da LinBrasil. Em 2004, aos 23 anos, Jader foi contratado como designer e diretor criativo da Sollos, pelo empresário Claudio Frank. Nos primeiros anos, Jader implementou mudanças na fábrica, que passou a adotar um sistema híbrido, do qual máquinas de CNC fazem a usinagem da peça, e o acabamento é feito manualmente.
Desde 2004, desenvolve produtos para indústrias, tendo como principal parceira a marca Sollos, também de Santa Catarina. A partir de 2007 passou a assinar a autoria dos produtos desenhados. No ano seguinte, a cadeira Bossa foi selecionada para compor o acervo do Museu da Casa Brasileira em São Paulo. Ainda em 2008 graduou-se Arquiteto e Urbanista pela Faculdade Assis Gurgacz. Já em 2009 aconteceu o primeiro reconhecimento em premiações nacionais. Em 2010 foi premiado pela primeira vez por uma organização internacional, com um Idea Award pela Poltrona Linna e um IF Product Design Award pela estante Clip.
Em 2013, passou a integrar a equipe de designers da marca alemã ClassiCon.
Em agosto de 2014, durante a 'São Paulo Design Weekend, foi lançado o livro "Jader Almeida, a atemporalidade do desenho" com autoria de Adélia Borges, publicado pela Editora C4. Em setembro de 2015 iniciou a comercialização dos seus produtos em Londres e Paris em parceria com a grife londrina The Conran Shop. Em dezembro do mesmo ano, inaugurou um espaço exclusivo em Miami, nos Estados Unidos.

## Participações
- 2013
  - Na Mostra Black, customizou uma bicicleta da marca Tito Bikes, em prol de uma ação beneficente.[14]
  - Na Mostra Casa Nova, projetou o Lounge Casa Nova, no vão central do Museu da Escola de Santa Catarina.[15]
- 2014
  - Participou da Fuorisalone, durante a Semana de Design de Milão, Itália.[16]
  - Em parceria com a grife italiana Valcucine, participou de uma ação beneficente de arte em vidro.[17]
- 2015
  - Participou de uma ação da empresa suiça Laufen chamada "Impressões By Laufen", onde personalizou uma cuba sob a temática "Brasil: verso e reverso"[18]
  - Em parceria com a empresa Deca, desenvolveu uma linha de torneiras e cubas lançadas durante o Fórum de Arquitetura e Design BambooLab e apresentadas ao público durante a Feira Revestir de 2016, ambas em São Paulo.[19]
  - Participou pela segunda vez da Fuorisalone, durante a Semana de Design de Milão, Itália.[20]
- 2016
  - Participou pela primeira vez o International Contemporary Furniture Fair, em Nova Iorque, EUA.[21][22]
  - Foi curador do Pavilhão Brasil, da Exposição 3X Design, promovida pela Casa Cor.[23]
  - Participou pela terceira vez da Fuorisalone, durante a Semana de Design de Milão, Itália.[24]

## Prêmios
- 2008
  - 22º Prêmio Museu da Casa Brasileira: cadeira Bossa (selecionada para o acervo de exposição)
- 2009
  - Idea Brasil: banco Cheig[25]
  - Salão Design Casa Brasil: cadeira Bossa[26]
  - 23º Prêmio Museu da Casa Brasileira: coleção Matriz (menção honrosa) [27]
- 2010
  - Idea Brasil: poltrona Ipanema[28]
  - IDEA Awards USA: poltrona Linna[29]
  - IF Product Design Award 2011: sistema Clip.[30]
- 2011
  - Designpreis Deutschland 2012 (nominee): poltrona Linna e sistema Clip
  - 25º Prêmio Museu da Casa Brasileira: banco Blade (1º lugar),[31] banco Phillips (1º lugar)[32] e cadeira Platta (2º lugar) [33]
  - Good Design Award Chicago - USA: cabideiro Loose
- 2012
  - 26º Prêmio Museu da Casa Brasileira: mesa Dinn (1º lugar) [34]
  - Brasil Design Awards: poltrona Euvira[35]
  - IF Product Design Award 2013: poltrona Mirah e cadeira Milla  2013</ref>
  - German Design Award 2013 (nominee): cabideiro Loose
  - Red Dot Product Design Award: cabideiro Loose[36]
- 2013
  - Brasil Design Awards: cadeira Milla e poltrona Mirah
  - Good Design Award Chicago - USA: cadeira Easy[37]
  - IF Product Design Award 2014: cadeira Easy e poltrona Mad  2013</ref>
  - Red Dot Product Design Award: poltrona Mirah[38]
- 2014
  - 28º Prêmio Museu da Casa Brasileira: mesa Bank (1º lugar) [39]
  - W Design Award: mesa Dinn (destaque) [40]
- 2015
  - 29º Prêmio Museu da Casa Brasileira: cadeira Clad (menção honrosa),[41] mesa Twist (menção honrosa) [42]
  - Good Design Award Chicago - USA: cadeira Clad[43]
  - Architonic's Top 200 Designers: Jader Almeida[44]
  - IF Design Award 2016: cadeira Clad[45]
- 2016
  - Restaurant & Bar Product Design Award: mesa Twist[46]
  - Top XXI Prêmio Design Brasil: cadeira Clad[47]
  - Brasil Design Award: cadeira Clad[48]
  - Good Design Award Chicago - USA: cadeira Mia[49] e mesa de jantar Legg[50]